# 神代温泉
神代温泉（こうじろおんせん）は、富山県氷見市に位置する温泉である。仏生寺川支流の神代川奥に位置する。

## 歴史
当地では戦時中から石油掘削計画があり、1950年に新潟県から来た職人が地下720 mまで石油探査掘削を実施するも、事業主の資金が尽きたことから石油が出ないままそのまま放棄された。しかしその副産物として温泉が湧出したことから、同年には温泉宿が1軒開業した。
昭和40年代は宿泊客が殺到し、廊下に寝泊まりする客もいたほど賑わっていた。2004年時点では旅館業が継続されていて、宿泊客には海の幸や山の幸を盛り込んだ手料理でもてなしていた。

## 泉質
源泉は天然ガスと共に自噴している。温泉は200 mほど離れた源泉から引き、一切空気に触れないまま適温に冷ましている。湯口は無色透明だが、すぐに鉄分が酸化する。このため、湯槽は赤茶色に濁っており、透明度は10 cm以下、コンクリートの湯船が褐色に染まり、鉄泉と塩泉、微量の炭酸泉などの濃度が濃い。自噴する源泉掛け流しの温泉である。
- 泉質：含炭酸鉄強食塩泉[1]
- 源泉温度：46 ℃[6]（湯温は42 ℃[6]）
- 毎分湧出量32 L（掘削自噴）[6]
- pH：7.23[6]
- 溶存物質：20,993 mg/kg[6]
- 無色透明、湯槽は赤茶色[7]
- 加温、加水なし[7]。循環濾過、塩素消毒なし
- 胃腸病、婦人病、神経痛などに効果あり[1]（※いずれも効能はその効果を万人に保証するものではない）

## 温泉街
共同浴場はない。温泉地にある元旅館「神代温泉旅館」で日帰り入浴のみ可能。設備は湯船と洗い場のみと小規模で、鍵付きロッカーや備え付けの石鹸・シャンプーなどはない。営業時間は10時から19時30分までで、不定休。

## 交通アクセス
公共交通
- JR氷見線氷見駅より加越能バスで「飯久保」停留所下車、徒歩約30分。

車
- 能越自動車道氷見南ICより約10分
- 氷見市中心部からは富山県道361号五十里氷見線を高岡市方面へ。高岡市方面からも同県道を経て向かうことができるが、冬季は市境の三方峰峠を越える区間（高岡市五十里 - 氷見市蒲田）が閉鎖され、車両の通り抜けができない。